# Kashta
Kashta (... – 745 a.C. circa) è stato un faraone della XXV dinastia egizia ed un sovrano del regno di Kush.
Fu il primo re di Kush ad attribuirsi, durante il terzo periodo intermedio, il titolo di Signore dell'Alto e del Basso Egitto, fondando la XXV dinastia, secondo la scansione storica definita da Manetone.

## Biografia
Probabilmente fratello di Alara, durante il suo regno espanse l'influenza nubiana verso nord. Anche se non è possibile affermare con sicurezza che abbia raggiunto e inglobato Tebe nei propri domini, è sicura una notevole influenza in quella regione tenendo conte che riuscì nel far adottare una delle proprie figlie, Amenardis, dalla Divina Sposa di Amon Shepenupet I, in modo tale che succedesse a questa in quella che si stava avviando a diventare la massima carica sacerdotale, e politica, della regione tebana.
Kashta fu il padre dei suoi successori, Piankhi e Shabaka, questi salì al trono dopo il fratello secondo la regola nubiana della trasmissione del trono. Kashta venne sepolto a el-Khurru in una piramide nubiana.

## Titolatura
| G5 |

| G5 |

|       |
| \| \| |
|       |
|       |

|  |

|       |
| \| \| |
|       |
|       |

|  |

| G16 |

| G16 |

|  |

| G8 |

| G8 |

|  |

| M23 · X1 | L2 · X1 |

| M23 · X1 | L2 · X1 |

| N5 | U1 | Aa11 |

| N5 | U1 | Aa11 |

| N5 | U1 | Aa11 |

| N5 | U1 | Aa11 |

| N5 | U1 | Aa11 |

| N5 | U1 | Aa11 |

| N5 | U1 | Aa11 |

| N5 | U1 | Aa11 |

| G39 | N5 |

| G39 | N5 |

| E1 | N37 · V13 |

| E1 | N37 · V13 |

| E1 | N37 · V13 |

| E1 | N37 · V13 |

| E1 | N37 · V13 |

| E1 | N37 · V13 |

| E1 | N37 · V13 |

| E1 | N37 · V13 |

Il nomen è attestato anche nella forma
| D28 | M8 | V13 |

| D28 | M8 | V13 |

| D28 | M8 | V13 |

| D28 | M8 | V13 |

k3 s3 t